# 自由風
自由風 （Freewinds） 是「國際航運-邁阿密」經營的一艘遊輪，由和山達基教會關連的「聖多納托地產」公司擁有。
她於1968年由芬蘭圖爾庫的瓦錫蘭圖爾庫造船廠建造，是芬蘭建成的第一艘遊輪。她最早的名字是「波希米亞人號」（Bohème），由司令郵輪公司擁有。1985年，她被轉賣給山達基教會控制的公司。
2008年4月，由於被藍石棉“廣泛污染”，自由風被封鎖，並停止翻修工作。

## 服役歷史

### 自1986年起：山達基教會
1984年，國際山達基教會（CSI，山達基總教會）決定購買一艘船，作為高階山達基課程的修練場所。根據教會的聲明：
CSI認為，遠洋輪船是傳授新OT VIII最合適的設施，因為這種高級宗教服務需要完全安全、美觀和無干擾的環境，而且在1960年代末該宗教的創始人L·羅恩·賀伯特曾在船上研究出並傳授了第一級OT。因此，船對山達基人來說具有特殊的宗教意義。
旗艦信託（Flag Ship Trust）在獲得國際山達基人協會500萬美元捐款贊助下，於1985年12月成立。1986年9月，該信託購買了波希米亞人號，將其更名為自由風號，並對其進行了改裝以用於山達基教的目的。

#### 改造翻新
勞倫斯·伍德克拉夫特（Lawrence Woodcraft）是海洋機構的註冊英國建築師，他被旗艦信託選為該船的「首席建築師」（Chief Architect）。抵達後，伍德克拉夫特發現他沒有做任何設計工作，而只是將「賀伯特先生建築師」（LRH Architects）巴里和卡羅爾斯坦（伍德克拉夫特後來發現他們不是有執照的建築師）的效果圖和手稿製圖。這些改造船體的設計充滿了功能缺陷，例如，他將餐廳移到上面兩層而沒有廚房，以及將現有的餐廳替換為一間教室，導致廚房噪音造成干擾。當伍德克拉夫特指出這些缺陷時，他的意見被否決了，而就餐廳而言，高管人員下令安裝電梯，這需要切割鋼製地板，從而威脅到船舶的結構完整性。伍德克拉夫特和翻修工程負責人史蒂夫·科扎基 (Steve Kozaki) 不確定牆壁的構成。科扎基用鐵鎚猛擊牆壁，噴出一種粉末狀物質，伍德克拉夫特立刻辨認出這是石棉。當他找到芬蘭船廠的原始藍圖時，他證實了這一點，藍圖上清楚地標明整艘船都採用「石棉」作爲絕緣材料。伍德克拉夫特找來總工程師瓦克·阿爾科克（Wack Alcock）與其對峙，但後者立即否認含有石棉，並聲稱這只是「絕緣材料」。伍德克拉夫特將此事告知了很多人，但這些人都沒有理會他的警告，只有負責監督該項目的山達基教領袖大衛·密斯凱維吉的嫂子比蒂·密斯凱維奇感到擔憂。比蒂試圖解決這個問題，但是，阿爾科克在 L·羅恩·賀伯特的文獻資料中找不到任何有關石棉的內容。並提醒比蒂，根據山達基教義，癌症是由「性行為不端」而不是石棉引起的，於是比蒂決定停止繼續處理該問題。當海洋機構發現賀伯特的一篇文章批評了玻璃纖維時，這艘船的損壞進一步加劇，最終海洋機構下令拆除本為保護船舶免受加勒比地區陽光照射的所有玻璃纖維。
建造開始後，伍德克拉夫特親眼目睹了沒有任何航海工程或室內設計經驗的海洋機構成員在零薪酬的情況下被帶來，隨意地拆除船舶內部裝飾、通風系統和管道，導致石棉散佈到了整條船上。許多海洋機構成員從頭到腳都覆蓋著石棉，其中一名成員在受到伍德克拉夫特的健康警告後，甚至不顧他的擔憂咬了一口石棉。該船的建造進度大大落後於計畫，並超出預算，因此山達基管理層與CCL公司簽訂了合同，這是一家總部位於南安普敦、主要在邁阿密開展業務的專業船舶改裝公司。抵達後，CCL工程師對船舶的狀況和石棉污染感到震驚和憤怒，並威脅要向當局舉報。據稱，山達基教會管理層因擔心出現重大公關問題而向CCL支付了額外的錢。CCL公司妥協並讓海洋機構成員向受污染區域噴水，試圖阻止石棉在空氣中傳播，但這是徒勞無功的。最終，CCL與教會的關係破裂，並且沒有進行任何施工就離開了。教會隨後決定招募擁有所需技能的非海洋機構山達基人來完成建造。該船於1988年6月重新服役。

## 山達基教使用

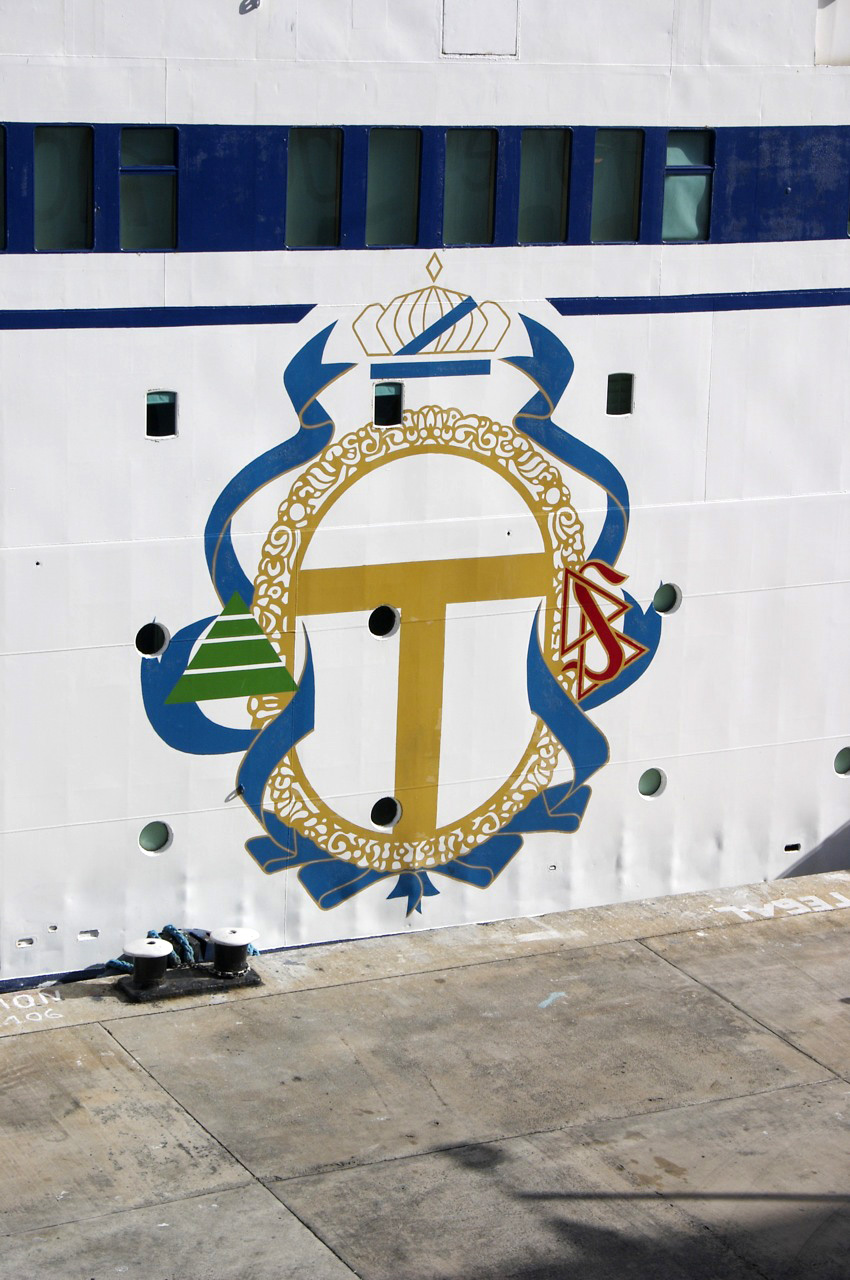
OT標識處於自由風號郵輪標識的核心位置。

自由風是山達基最高級別OT Ⅷ級的獨家培訓中心。若想達到山達基通往完全自由之橋的最高等級，則必須在自由風之船上接受培訓，教會不在其他任何地點提供培訓。在藍石棉污染事件發生後的一段時間，山達基教會位於佛羅里達州清水鎮的陸上總部“旗艦服務機構”也曾是一個替代選項。
除了OTⅧ級培訓，自由風也提供較低等級的課程和服務。她還作為山達基人的一個娛樂郵輪，包括名人如湯姆·克魯斯就曾前往。每年七月，該船會主辦「自由風處女航」作為高層山達基人的「OT高峰會議」，公開慶祝山達基教會的成就，並公佈今後的計劃。
這艘船的大部分用來作爲山達基人的宗教靜修處。除了各種課程室和宗教書籍圖書館外，自由風還為宗教技術中心、海洋機構和國際山達基人協會提供了辦公區域。正如其他山達基機構的常見做法，這艘船也象徵性地設有一個“LRH 辦公室”，供山達基教創始人L·羅恩·賀伯特使用（其於1986年1月去世，該船在九個月後被教會購買）。

## 環境污染問題
2008年4月，庫拉索島乾船塢公司在維修過程中發現引起癌症的藍石棉後，自由風被關閉
。藍石棉（鈉閃石的纖維）是最危險的一類石棉，報告描述“廣泛污染”。
根據保險新聞網:
即使如果還有可能消除污染的話，需要數千萬計美元，將導致該船在乾船塢中停留數月。
這一發現證實了2001年前山達基教徒勞倫斯·伍德克拉夫特的指控，他曾於1987年監督了自由風的一次大裝修。船長也承認，他的工作人員在以往維修時會發現有石棉釋放到通風系統，但沒有報告。山達基教會否認石棉問題，並在2008年5月評論，“在自由風上，現在沒有、也從沒有過石棉曝露。”卡琳 Pouw ，山達基教發言人向雷達雜誌表示，對船舶的空氣質量定期檢驗,和“永遠符合或超過美國標準”。
博奈爾島已經注意到，自由風會將大量廢水傾倒到島上的內陸廢料坑。根據一項2007年的報告，該船有時每小時會傾倒四大貨車廢水，增加島嶼上日益嚴重的環境污染問題。

## 外部連結
1. 1 2 3 4  . Fakta om Fartyg.   [2 January 2012]. （原始内容存档于2016-08-18）.
2. 1 2  . DNV GL Vessel Register. 立恩威.   [2008-04-12].
3. 1 2 3 4 5  Asklander, Micke. . Fakta om Fartyg.   [2008-04-12]. （原始内容存档于2021-03-01） （瑞典语）.
4. ↑  . DNV GL Vessel Register. 立恩威.   [2008-04-12].
5. ↑  . International Shipping Partners.   [2008-04-12]. （原始内容存档于2008-03-29）.
6. ↑  
. Fakta om Fartyg.   [2008-04-12]. （原始内容存档于2008-10-24） （英语）.
7. 1 2 3  . 保險新聞網. M2 PressWIRE. 2008-05-01  [2008-11-01]. （原始内容存档于2008-05-05） （英语）.
8. ↑  Flag Ship Trust Application for Recognition of Exemption 的存檔，存档日期2008-02-29., IRS Form 1023, August 18, 1993
9. 1 2  Fresh Intelligence : Radar Online : Cancer on the Lido Deck? Scientology Responds 的存檔，存档日期2008-06-04.
10. ↑  . Mark Bunker. Xenutv.com. （原始内容存档于2009-01-23）.
11. ↑  
. 衝擊雜誌. 2005-10, (111).
12. 1 2  Staff. . The Daily Herald  、 每日先驅報 (Willemstad, Curaçao)). 28 April 2008.
13. 1 2  Gray, Tyler. . 雷達雜誌. 2008-04-30  [2008-04-30]. （原始内容存档于2008-05-01）.
14. 1 2  
. 新鮮情報：雷達在線. （原始内容存档于2008-06-04）.
15. ↑  
本報記者. . Metro. 2008-05-15.
16. ↑  DeSalvo, George.  (PDF). The Bonaire Reporter. 2007-10-12: 5  [2008-05-12]. （原始内容 (PDF)存档于2008-05-12）.
17. ↑  DeSalvo, George; Laura DeSalvo,David Radomisli.  (PDF). The Bonaire Reporter. 2007-05-18: 3  [2008-05-12]. （原始内容 (PDF)存档于2008-05-09）.